# 1373 Cincinnati
Cincinnati (asteroide 1373) é um asteroide da cintura principal, a 2,3346769 UA. Possui uma excentricidade de 0,31622392 e um período orbital de 2 304,42 dias (6,31 anos).
Cincinnati tem uma velocidade orbital média de 16,11893349 km/s e uma inclinação de 38,9714116º.
Este asteroide foi descoberto em 30 de Agosto de 1935 por Edwin Hubble.